# 藤江珠希
藤江 珠希（ふじえ たまき）は、日本の女性ファッションデザイナー（テキスタイルデザイナー）。

## 来歴
2003年に立教大学社会学部を卒業後、渡欧。アントワープ王立芸術アカデミーを経て、セントマーチンズ美術大学ファッションプリント科を卒業。その後、イギリスのファッションブランド「アレキサンダー・マックイーン」で研修。
2010年に帰国後、テキスタイルデザイナーとして活動を開始し、デザイン事務所「スタジオブラックオペラ」を設立。2013年春夏コレクションから、ウィメンズウエアのオリジナルライン「タマキ フジエ（TAMAKI FUJIE）」を発表。

## 業績
- 2013年3月、ギンザファッションウィーク会期中、松屋銀座の全館ビジュアルを担当[1]。
- 2014年6月、Tokyo新人デザイナーファッション大賞で、最長3年間のビジネス支援が与えられる10名のデザイナーの一人に選ばれる[3]。
- 2015年5月、東京都観光ボランティアチーム『おもてなし東京』のユニフォームに、藤江のデザインが選ばれた[4]。都の支援を受けているデザイナーを対象にしたコンペ（10人が参加[5]）の、審査会による選定。なお、提出したデザイン画には帽子の日の丸が無かったなど、仕上がりとは細部が異なった[6]。2020年東京オリンピック・パラリンピックに向けて用いられる予定だったが、ネットを中心に「ダサい」など否定的な意見が相次いだ。藤江の知人のドン小西によると、「仕事に支障を及ぼすほどの誹謗中傷」を受けたという[7]。小池百合子東京都知事はデザインを問題視し「躊躇なく変えていきたい」と述べ[8]、2016年11月にデザイナーのコシノヒロコらが参加し開催された「東京ブランドのあり方検討会」でユニフォームが再考されることが決定した[9]。